# Donald McMonagle
Donald McMonagle (ur. 14 maja 1952 we Flint w stanie Michigan) – amerykański lotnik i astronauta.

## Życiorys
W 1970 ukończył szkołę we Flint, a w 1974 inżynierię astronautyczną na United States Air Force Academy, w 1985 został magistrem inżynierii mechanicznej na California State University we Fresno. W 1975 skończył szkolenie na pilota w Columbus Air Force Base w Missisipi, później służył m.in. w Kunsan Air Base w Gunsan w Korei Południowej, a po powrocie w 1977 w bazie lotniczej w Nowym Meksyku, skąd w 1981 został przeniesiony do Arizony jako instruktor pilotażu F-15. W 1981 uczył się w szkole pilotów doświadczalnych w Kalifornii, 1982-1985 był oficerem operacyjnym i pilotem doświadczalnym projektów, następnie oficerem operacyjnym w Alabamie. Ma wylatane ponad 5000 godzin na różnych modelach samolotów. 5 czerwca 1987 został wybrany przez NASA kandydatem na astronautę, później przechodził szkolenie na specjalistę misji.
Od 28 kwietnia do 6 maja 1991 był specjalistą misji STS-39 trwającej 8 dni, 7 godzin i 22 minuty. Umieszczono wówczas na orbicie i przechwycono satelitę IBSS (Infrared Backgroung Signature Survey). Od 13 do 19 stycznia 1993 był pilotem misji STS-54 trwającej 5 dni, 23 godziny i 38 minut. Jej uczestnicy umieścili na orbicie satelitę telekomunikacyjnego TDRS-6. Od 3 do 14 listopada 1994 dowodził misją STS-66 trwającej 10 dni, 22 godziny i 34 minuty.
Łącznie spędził w kosmosie 25 dni, 5 godzin i 34 minuty.